# کیم مین سوک (سیاستمدار)
کیم مین سوک (کره‌ای: 김민석؛ زادهٔ ۲۹ مه ۱۹۶۴) کنشگر و سیاستمدار اهل کره جنوبی است که به عنوان نخست‌وزیر پیشنهادی کره جنوبی معرفی شده است. او از سال ۲۰۲۰ نماینده حوزه یونگ‌دونگ‌پو دوم در مجلس ملی کره جنوبی است و پیش‌تر نیز از ۱۹۹۶ تا ۲۰۰۲ در همین سمت فعالیت داشت.
کیم در سئول به دنیا آمد و دارای مدارکی از دانشگاه ملی سئول، دانشگاه کلمبیا، دانشگاه هاروارد و دانشگاه چینهوا است. او زمانی به دلیل اشغال مرکز فرهنگی آمریکا در سئول بازداشت شد. در انتخابات سال ۱۹۹۶ به مجلس ملی راه یافت و در آن دوره به عنوان یکی از چهره‌های نوظهور حزب دموکراتیک شناخته می‌شد. با این حال، شکست او در انتخابات شهرداری سئول در سال ۲۰۰۲ در برابر لی میونگ باک، موجب کاهش محبوبیتش شد. با پیروزی در انتخابات ۲۰۲۰ و بازگشت به نمایندگی حوزهٔ پیشین خود، بار دیگر به عرصه سیاست بازگشت. او مشاور رئیس‌جمهور لی جه میونگ نیز هست.